# Allelon Ruggiero
Allelon Ruggiero (Philadelphia (Pennsylvania), 5 maart 1971) is een Amerikaans acteur en filmregisseur.

## Biografie
Ruggiero studeerde aan de Performing Arts School of Philadelphia en hierna ging hij Cinematografie studeren aan de University of Arts in Philadelphia (Pennsylvania). 
Ruggiero begon met acteren in 1989 met de film Dead Poets Society. Hierna heeft hij nog enkele rollen meer gespeeld in films en televisieseries. 
Ruggiero is ook actief als filmregisseur, in 1996 heeft hij de korte film Lost geregisseerd.
Ruggiero is op 21 augustus 2004 getrouwd.

## Filmografie

### Films
Uitgezonderd korte films.
- 2003 Shakespeare's Merchant – als Balthazar
- 2002 The Greenskeeper – als Allen Anderson
- 1998 Fallen – als beul
- 1998 Joseph's Gift – als Grant Keller
- 1996 The Mirror Has Two Faces – als student
- 1996 Thinner – als bezorger
- 1995 Twelve Monkeys – als ongeduldige
- 1991 Mannequin: On the Move – als werknemer
- 1989 Dead Poets Society – als Steven Meeks

### Televisieseries
Uitgezonderd eenmalige gastrollen.
- 2013 - 2015 Trent & Tilly - als Nikolai - 3 afl.